# El Conde Lucanor
El conde Lucanor, amb el títol original Libro de los enxiemplos del conde Lucanor et de Patronio, és una de les primeres obres escrites en llengua castellana.
Va ser escrit per Don Juan Manuel entre 1330 i 1335, i se'n considera la seua obra mestra. El llibre està compost per cinquanta-un contes breus presos de diverses fonts, ja sigui el clàssic Isop o contes tradicionals àrabs. Per exemple, el conte VII, Lo que sucedió a una mujer llamada doña Truhana [Allò que succeí a una dona anomenada Truhana], és el conegut en l'imaginari col·lectiu castellà com El cuento de la lechera, i ha estat identificat pels experts com d'origen hindú. També s'hi reconeixen similituds amb faules japoneses.
El propòsit del llibre és didàctic i moral. El comte comença la conversa amb el seu conseller Patronio plantejant-li un problema i li sol·licita consell. Patronio li contesta sempre amb un conte o història a manera d'exemple per tal de recomanar la decisió que hagi de prendre el comte.
Cada capítol acaba amb la següent fórmula: «Et entendiendo don Johan que estos exiemplos eran muy buenos, fízolos escribir en este libro, et fizo estos viesos en que se pone la sentencia de los exiemplos. Et los viessos dizen assí», seguida d'un rodolí que sintetitza l'exemple, anomenat díptic.
Aquesta obra fou traduïda al francès a mitjan segle xix per l'escriptor parisenc Adolphe de Puibusque (1801-1863).